# Unzela japix
Unzela japix is een vlinder uit de familie van de pijlstaarten (Sphingidae). De wetenschappelijke naam van de soort werd in 1776 gepubliceerd door Pieter Cramer.